# Maxime Govare
Maxime Govare, né le 29 septembre 1980 à Paris, est un réalisateur et scénariste français.

## Biographie
Il est l'auteur, aux côtés de Noémie Saglio, du film Toute Première Fois, sorti en janvier 2015 dans les salles. Ce premier film remporte le Grand Prix du Festival international du film de comédie de l'Alpe d'Huez, décerné par Gad Elmaleh, ainsi que le Prix d'interprétation pour Pio Marmaï, qui y tient le premier rôle.
Il raconte : « Notre envie était clairement qu’à un moment, le spectateur ressente une sorte de déchirement. Dans une histoire de double-vie, donc d’inconscience amoureuse, ce qui est très amusant au début devient vite plus risqué et douloureux. Nous ne voulions pas qu’il y ait de jalousie par exemple, tout simplement parce qu’Antoine ne peut pas imaginer que Jérémie tombe amoureux d’une femme. C’est évidemment ce qui rend la tricherie, la tromperie plus facile. Pour nous, il s’agissait de traiter une histoire d’amour torturée, par le biais de la comédie ! »
En septembre 2016, il commence le tournage de son second film, Daddy Cool, avec Vincent Elbaz et Laurence Arné. Le film sort en 2017.
Il est l'auteur, aux côtés de Cédric Le Gallo, du film Les Crevettes pailletées, sur une véritable équipe amateur de water-polo gay. En 2019, le film remporte le Prix spécial du jury au Festival international du film de comédie de l'Alpe d'Huez, avant de clore le festival Sport, littérature et cinéma, organisé par le président du Festival de Cannes, Thierry Frémaux, puis le festival Écrans mixtes de Lyon.

## Filmographie

### Réalisateur et scénariste

#### Longs métrages
- 2015 : Toute Première Fois, coréalisé avec Noémie Saglio
- 2017 : Daddy Cool
- 2019 : Les Crevettes pailletées, coréalisé avec Cédric Le Gallo
- 2022 : La Revanche des Crevettes pailletées, coréalisé avec Cédric Le Gallo
- 2024 : Heureux Gagnants, coréalisé avec Romain Choay

#### Télévision
- 2012 : Les Voies impénétrables, coréalisé avec Noémie Saglio

## Distinctions
Toute Première Fois
- Festival international du film de comédie de l'Alpe d'Huez 2015 : Grand Prix du Jury OCS
- Festival international du film de comédie de l'Alpe d'Huez 2015 :Prix interprétation masculine pour Pio Marmaï

Les Crevettes pailletées
- Festival international du film de comédie de l'Alpe d'Huez 2019 : Prix Spécial du Jury
- Reeling: The Chicago LGBTQ+ International Film Festival 2019 : Audience Award
- OUTshine Film Festival de Fort Lauderdale 2019 : Audience Award
- Festival International du Film Francophone de Tübigen-Stuttgart 2019 : Prix du Public
- Festival International du Film LGBTQ+ de Pittsburgh 2019 : Best Narrative Feature

La Revanche des Crevettes pailletées
- OUTshine Film Festival de Fort Lauderdale 2022 : Audience Award

Heureux gagnants
- Festival international du film de comédie de l'Alpe d'Huez 2024 : Prix de la Région Auvergne-Rhône-Alpes